# Anthurium lindenianum
Anthurium lindenianum är en kallaväxtart som beskrevs av Karl Heinrich Koch och Augustin. Anthurium lindenianum ingår i släktet Anthurium och familjen kallaväxter. Inga underarter finns listade.